# Naruto
Naruto (ナルト?  romanizada como NARUTO) es una serie de manga escrita e ilustrada por Masashi Kishimoto, posteriormente adaptada a una serie de anime. Narra la historia de un ninja adolescente llamado Naruto Uzumaki, cuyos padres murieron en el ataque del Zorro Demonio de Nueve Colas y quien aspira a convertirse en Hokage (líder de su aldea), con el propósito de ser reconocido como alguien importante dentro de la aldea y entre sus compañeros.
La serie está basada en un one-shot que Kishimoto realizó en agosto de 1996 para la revista Akamaru Jump. A partir de noviembre de 1999, Naruto es publicado por la editorial Shūeisha en la revista semanal japonesa Shōnen Jump, siendo recopilado desde entonces en setenta y dos volúmenes. El éxito del manga hizo que su trama fuera adaptada a un anime producido por Pierrot y distribuido por Aniplex, el cual fue transmitido por la cadena televisiva TV Tokyo el 3 de octubre de 2002. La primera temporada duró 220 episodios, y poco después se creó una secuela, Naruto: Shippūden, cuya emisión empezó el 15 de febrero de 2007. Además, Pierrot ha producido nueve películas basadas en la serie, tanto de la primera como la segunda temporada, así como varias animaciones originales. Otras piezas de merchandising incluyen un conjunto de novelas ligeras, artbooks, videojuegos y cromos de colección desarrollados por distintas empresas. El 6 de octubre de 2014, a falta de tan solo cinco publicaciones, se anunció el final para el manga, que concluyó el 10 de noviembre de 2014.
Tanto el manga como el anime han llegado a una distribución notable en otros países: el manga se publica en más de treinta y cinco países y el anime se transmite en más de sesenta. Las versiones en español son publicadas por la editorial Ediciones Glénat en España, Larp Editores en Argentina, y Grupo Editorial Vid en México y el resto de Hispanoamérica. En la actualidad y tras el cierre de Glénat en España, la distribución del manga pasó a ser por parte de Planeta de Agostini Cómics. Mientras que VIZ Media se encarga de la distribución en inglés, donde se ha convertido en una de las publicaciones más exitosas de la compañía. El retraso que conllevan la traducción y adaptación ha fomentado su distribución por Internet (mediante scanlation y fansub) al poco tiempo de aparecer en Japón, con lo que la obra resulta difundida mucho antes de que sea traducida oficialmente en otros países.
Hasta el volumen 72, en octubre de 2015 Naruto ha vendido 153 millones de copias en Japón y 97 millones en otros 47 países alrededor de 250 millones a nivel mundial, con más de, por lo que es la quinta serie de manga más vendida de la historia. Igualmente, la adaptación inglesa apareció en la lista de los mejores libros de todos los tiempos del periódico USA Today (el volumen 11 ganó los Premios Quill en 2006). Naruto fue también el tercer manga más vendido en 2007 de Shūeisha, superado únicamente por One Piece y Nana, mientras que desde 2008 hasta 2011 fue el segundo manga más vendido en Japón, solo superado por One Piece en todos esos años, y en 2012 repitió como tercer manga más vendido del año solo por detrás de One Piece y Kuroko no Basket en el primer y segundo lugar respectivamente. En el ranking de los mejores 100 animes de 2006 de TV Asahi (según una encuesta japonesa en línea), Naruto alcanzó el decimoséptimo puesto. En la encuesta realizada por la cadena de televisión Japonesa TV Asahi para elegir los 100 Mejores mangas de la historia, Naruto alcanzó el puesto número 7.
En noviembre de 2014 se anunció la adaptación de la historia para un musical producido por Japan 2.5-Dimensional y el teatro tokiota AIIA, el cual se estrenó en marzo de 2015 en Tokio.

## Argumento

### Primera parte
Naruto Uzumaki es un ninja adolescente que tiene encerrado en su interior al «Zorro de Nueve Colas» (Kyūbi no Kitsune 九尾の狐?), demonio que, doce años antes del inicio de la serie, atacó a la Aldea Oculta de la Hoja, matando a muchas personas en el proceso. Como consecuencia, el líder de la aldea, el Cuarto Hokage, sacrificó su vida utilizando el Shiki Fūjin para sellarlo dentro de Naruto cuando este era un recién nacido, con lo que esperaba detener la masacre. Por ello, Naruto fue víctima de maltratos por quienes lo consideraban el propio zorro. A manera de solución, el Tercer Hokage, Hiruzen Sarutobi, publicó un decreto donde prohibía a cualquiera la mención sobre el ataque del zorro, y quien lo hiciera sería severamente castigado. Doce años más tarde, Naruto se gradúa de la Academia Ninja usando la técnica multi-clones de sombra (影分身の術 Kage Bunshin no Jutsu?), proveniente del pergamino prohibido de la aldea, el cual había sido robado por Naruto tras ser engañado por el ninja renegado Mizuki, con el supuesto fin de salvar a su maestro, Iruka Umino. Este encuentro le permitió a Naruto percatarse de que él era el recipiente contenedor del zorro, y que había alguien que lo estimaba y lo reconocía moralmente como una persona.

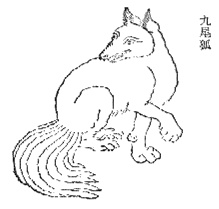
Ilustración del Shan Hai Jing (texto chino de la época pre-Dinastía Qing) donde aparece el «Zorro Demonio de Nueve Colas», criatura de la mitología asiática sobre la cual está basada Naruto.

La historia principal sigue a Naruto y al crecimiento individual de sus amigos, junto a su desarrollo como ninja. Además, se centra en las interacciones entre estos y la influencia del entorno en sus personalidades. Conforme transcurre la serie, Naruto se relaciona con Sasuke Uchiha y Sakura Haruno, con quienes conforma el «Equipo 7», junto con el sensei Kakashi Hatake. Cabe mencionarse que Naruto confía mucho en ellos, así como en otros personajes que irá conociendo más adelante. Mientras ellos aprenden nuevas habilidades y conocen a nueva gente y escenarios durante las misiones, Naruto lucha por su sueño de volverse el máximo líder de la aldea (Hokage) y ser respetado y valorado en esta.
Al inicio, la serie se enfoca en los integrantes del Equipo 7 y, poco después, Orochimaru (uno de los delincuentes más buscados) ataca a la Aldea Oculta de la Hoja, asesinando a Hiruzen como acto de venganza personal. Lo anterior desencadena que Jiraiya, uno de los tres legendarios Sannin (伝説の三忍 Densetsu no Sannin?), inicie la búsqueda de su antigua compañera de equipo, Tsunade, para designarla como la Quinta Hokage. Durante la búsqueda se revela que Orochimaru quiere encontrar a Sasuke (a quien conoce por sus técnicas de línea sucesoria y oculares), con tal de proponerle el poder que tanto anhela para matar a su hermano, Itachi Uchiha, responsable de haber asesinado a todo su clan. Sasuke acepta la proposición y se va a entrenar con él, traicionando a Naruto y a la aldea. Mientras tanto, Naruto deja la aldea junto con Jiraiya durante dos años y medio, con tal de entrenar y prepararse para la próxima vez que se encuentre con Sasuke, a quien intentará salvar y traer a la Hoja.

### Segunda parte
Al concluir el período de entrenamiento, Naruto regresa a la aldea justo cuando una misteriosa organización denominada Akatsuki inicia su intento de capturar a los nueve bijūs, incluyendo al zorro que permanece sellado dentro de él, con la finalidad de crear una técnica jutsu que les permita controlar el mercado de guerras ninjas. El Equipo 7 y varios ninjas de la aldea continúan la misión de rescatar a Sasuke y luchan contra los miembros de Akatsuki, quienes paulatinamente van capturando a los diferentes contenedores de bijūs y jinchūrikis. Con el correr de la historia, Naruto logra derrotar al líder de Akatsuki, Pain, que en ausencia de este había invadido y destruido la Aldea de la Hoja mientras lo buscaba; así como Sasuke traiciona a Orochimaru y mata en combate a Itachi, a modo de venganza. Sin embargo, este último escucha una revelación de parte del verdadero líder de Akatsuki, Madara Uchiha, donde explica que Itachi había recibido la orden de eliminar al clan de parte de los altos mandos de la Hoja, por razones políticas. Entristecido y nuevamente en busca de venganza, Sasuke ingresa a Akatsuki con el objetivo de destruir la aldea.

Hakke no Fūin Shiki, sello mediante el cual el Kyūbi fue sellado dentro de Naruto.

Sasuke recibe la encomienda de dirigirse a la Aldea Oculta de las Nubes para capturar a Killer Bee, un shinobi que contiene el «Hachibi (八尾?)» dentro de él. Este ataque desencadena que el Raikage organice una reunión entre kages, con el fin de discutir el asunto de Sasuke. En medio de la convocatoria, Madara se presenta y explica que su intención es obtener el poder de todos los bijūs y utilizarlos en el plan «Ojo de Luna», que consiste en crear una ilusión a nivel global, lo suficientemente poderosa como para controlar a la humanidad a través de la Luna. Ante ello, los líderes de las cinco villas ninja, rehusándose a apoyarlo, se unen para confrontarlo, por lo cual Madara declara la Cuarta Guerra Mundial Ninja, con el fin de satisfacer sus ambiciones. Por ello, los líderes ocultan a los últimos dos jinchūrikis dentro de una isla secreta en el País del Rayo. Allí, Naruto conoce a Killer Bee, quien lo entrena y consigue que controle el chakra del zorro, cosa para lo que el protagonista cuenta también con la ayuda del espíritu de su madre, Kushina Uzumaki.
Por un lado, Madara se abastece de un ejército de Zetsus creados a partir del ADN del Primer Hokage, al que se le suma un batallón de ninjas legendarios que están muertos pero que Kabuto Yakushi, mano derecha de Orochimaru que se ha quedado con los conocimientos de este y que decide colaborar con el líder de Akatsuki por motivos varios, ha revivido mediante el jutsu prohibido Edo Tensei. En el otro frente se encuentra la Alianza Mundial Shinobi, que es encabezada por Kakashi, entre otros ninjas. Entre los resucitados, hay dos que poseen parte del chakra del Zorro de Nueve Colas, razón por la que Naruto se alerta de lo que está sucediendo y decide acudir al frente de batalla. Otro de los revividos resulta ser perjudicial para el bando enemigo: Itachi Uchiha, junto con Sasuke, vence a Kabuto y detiene la técnica. A pesar de ello, para ese entonces los protagonistas aún deben derrotar al verdadero Madara Uchiha, quien acaba de resucitar, por lo que queda de manifiesto que el líder de Akatsuki, Tobi, es un impostor.

### Kakashi Gaideny producciones originales del anime
En el manga, la separación entre Naruto y Naruto: Shippūden es una serie de cinco capítulos llamada Kakashi Gaiden (un gaiden es una historia de trasfondo) que relata los sucesos ocurridos a uno de los personajes durante su juventud. En abril de 2009, se publicó una guía llamada Naruto Chronicle mini book, en la cual se confirma la pronta adaptación al anime de esta parte del manga, ocurrida por fin en un especial televisivo de una hora el 30 de julio del mismo año.
En el anime, dado que la historia avanzaba más deprisa que el manga, se lanzó una serie de relleno para dar tiempo a que se revelara lo que estaba por acontecer en el manga. Este relleno se prolongó durante un número de capítulos similar a los ocupados por los primeros parte, del orden de 80. La continua prolongación de esta etapa retrasó la adaptación animada de la segunda parte del manga, lo cual provocó que se anunciara el final del anime, aspecto de importancia para los que siguen la historia dentro y fuera de Japón.

## Aspectos del mundo ficcional

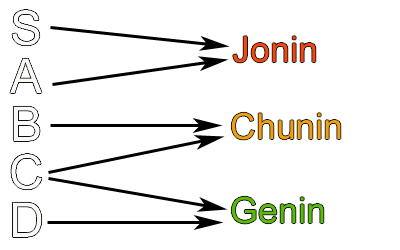
Diagrama de misiones.

Naruto tiene un gran número de personajes que, en su mayoría, se distinguen por ser ninjas. Al principio estudian en la Academia Ninja, para luego ser divididos en tríos Genin (grupo de ninjas novatos), a los cuales se les es asignado un sensei experimentado. Estos núcleos se convierten sucesivamente en las bases para la interacción entre los personajes, donde los equipos son elegidos para las misiones de acuerdo a su desempeño y a sus capacidades complementarias. El «Equipo 7» se convierte poco a poco en el marco social donde Naruto empieza a convivir, para ir familiarizándose con sus compañeros Sasuke y Sakura, al igual que con su sensei Kakashi, con quienes integra el eje principal del argumento. Los otros equipos son formados por sus antiguos compañeros de clase, con los que Naruto se conecta por medio de varios elementos, aprendiendo de sus vulnerabilidades y aspiraciones, aspectos que a menudo relaciona con su propia vida. No obstante, no solo aparecen tríos de ninjas, sino que existen algunas excepciones de conjuntos formados por múltiplos de tres.

Jerarquía de los tipos de chakra.

En el mundo de Naruto, los países operan como entidades políticas separadas, gobernadas por señores feudales. Dentro de estos países están las aldeas ocultas (隠れ里 kakurezato?) (asentamientos de viviendas ninjas). Una aldea oculta mantiene la economía del país mediante la formación de jóvenes ninja desde temprana edad, utilizándolos para realizar misiones en otros países y cobrar por ellas. El ninja de una aldea oculta también sirve como fuerza militar para el país de origen. Cabe mencionar que los líderes de las aldeas ocultas están en igual posición que los líderes de sus países respectivos. En la trama, existen hasta cinco países diferentes: el País del Viento, el País del Fuego, el País del Relámpago, el País del Agua y el País de la Tierra (conocidos íntegramente como las «Cinco Grandes Naciones Shinobi»). Estos países son los más poderosos en el mundo de Naruto, siendo gobernados por un señor feudal, mientras que los líderes de las aldeas ocultas en dichos países ostentan el título de Kage. Se nombraron otras naciones aparentemente más pequeñas en el manga o el anime, pero los datos de estas nunca fueron del todo revelados.

## Personajes

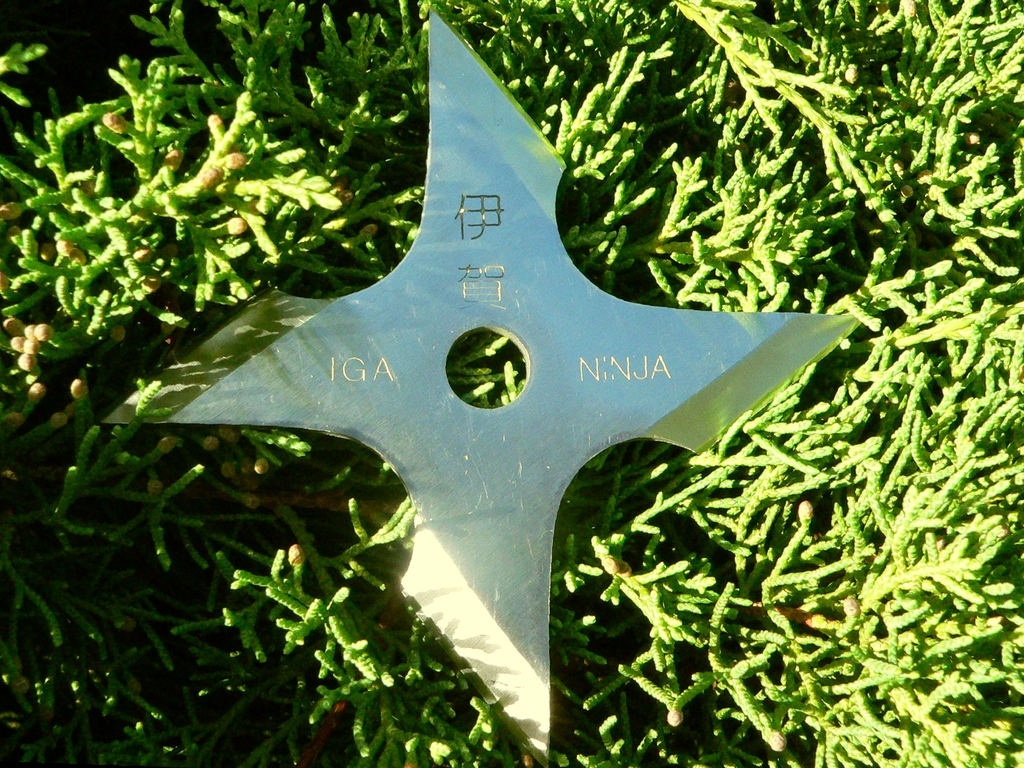
La influencia de los guerreros ninja resultó indispensable para crear a los distintos personajes que aparecen en la serie. Sin embargo, sus habilidades varían, puesto que su adiestramiento es a base de un conjunto de disciplinas de combate, además de interactuar con su energía interna (chakra). En la ilustración, un Shuriken utilizado simbólicamente como arma por los ninjas.

La mayoría de los personajes introducidos en la serie son ninjas provenientes de las distintas aldeas y facciones que aparecen en la historia. Los protagonistas pertenecen a la Aldea Oculta de la Hoja y la historia, si bien no gira en torno a ellos, es narrada mayormente con base en sus aventuras.
- Naruto Uzumaki (うずまきナルト Uzumaki Naruto?) es un joven ninja nacido en la Aldea Oculta de la Hoja que alberga en su interior al demonio Kyūbi. Su principal aspiración y objetivo en la vida es convertirse en el Hokage de su aldea, puesto que nadie quería estar cerca de él por causa del demonio que hay en su interior, así que al convertirse en el líder de su aldea, podría demostrar a todos su verdadero poder y valentía.[31] En un principio, sus compañeros de grupo son Sasuke Uchiha y Sakura Haruno y su maestro, Kakashi Hatake.[32] Después, Naruto se convierte en aprendiz de Jiraiya, un pervertido guerrero.[74]

- Sasuke Uchiha (うちはサスケ Uchiha Sasuke?) es miembro del clan Uchiha. Es un joven serio y posee gran habilidad para las artes ninja, en especial el estilo de fuego.[32] Su objetivo es hacerse lo suficientemente fuerte como para derrotar a su hermano mayor, Itachi,[39][40] que asesinó a todos los demás miembros de su clan.[73] En lo sucesivo, abandonará la aldea para entrenar con Orochimaru, un ninja despiadado que busca dominar todos los ninjutsus del mundo y conseguir vida eterna.[42]

- Sakura Haruno (春野サクラ Haruno Sakura?) es la única chica del grupo, quien inicialmente desprecia a Naruto y está enamorada de Sasuke, tal como todas las estudiantes de la academia.[32] Al avanzar la historia ve que Sasuke comienza a apreciarla como amiga y de la misma manera ella empieza a apreciar Naruto como compañero. Se convierte en aprendiz de Tsunade, con quien aprende técnicas medicinales ninja.[75]

- Kakashi Hatake (はたけカカシ Hatake Kakashi?) es el primer maestro del trío protagonista. Es un ninja experimentado, severo a primera vista y amante de las novelas para adultos que se preocupa mucho por el trabajo en equipo.[32] Posee un kekkei genkai, el Sharingan en el ojo izquierdo, el cual consiguió de parte de un miembro del clan Uchiha que era amigo suyo y se lo entregó en una situación desesperada.[76] Con este ojo, Kakashi ha copiado muchas técnicas de otros ninjas, lo que le ha valido el apodo de «El ninja que copia».[77]

Además de los personajes principales se encuentran los otros equipos de ninjas que compartieron clase con Naruto en la Academia Ninja, junto con sus maestros. Destacan los grupos formados por Shikamaru Nara, Chōji Akimichi e Ino Yamanaka y su sensei, Asuma Sarutobi, quienes conformarían el trío «Ino-Shika-Chō» (しか ちょうトリオ, Ino–Shika–Chō); el de Shino Aburame, Kiba Inuzuka y Hinata Hyuga y su sensei, Kurenai Yūhi; el conformado por Neji Hyūga, Rock Lee y Tenten y su sensei, Might Guy; y los ninjas de la Aldea Oculta de la Arena Gaara, Kankurō y Temari.
Otros personajes importantes en la historia son los «Tres Ninjas Legendarios»: Jiraiya, Orochimaru y Tsunade, al igual que los miembros de la Organización Akatsuki, ninjas renegados de diversas procedencias cuyo objetivo es capturar a los demonios Bijū por un motivo que se va revelando conforme avanza la historia.

## Producción

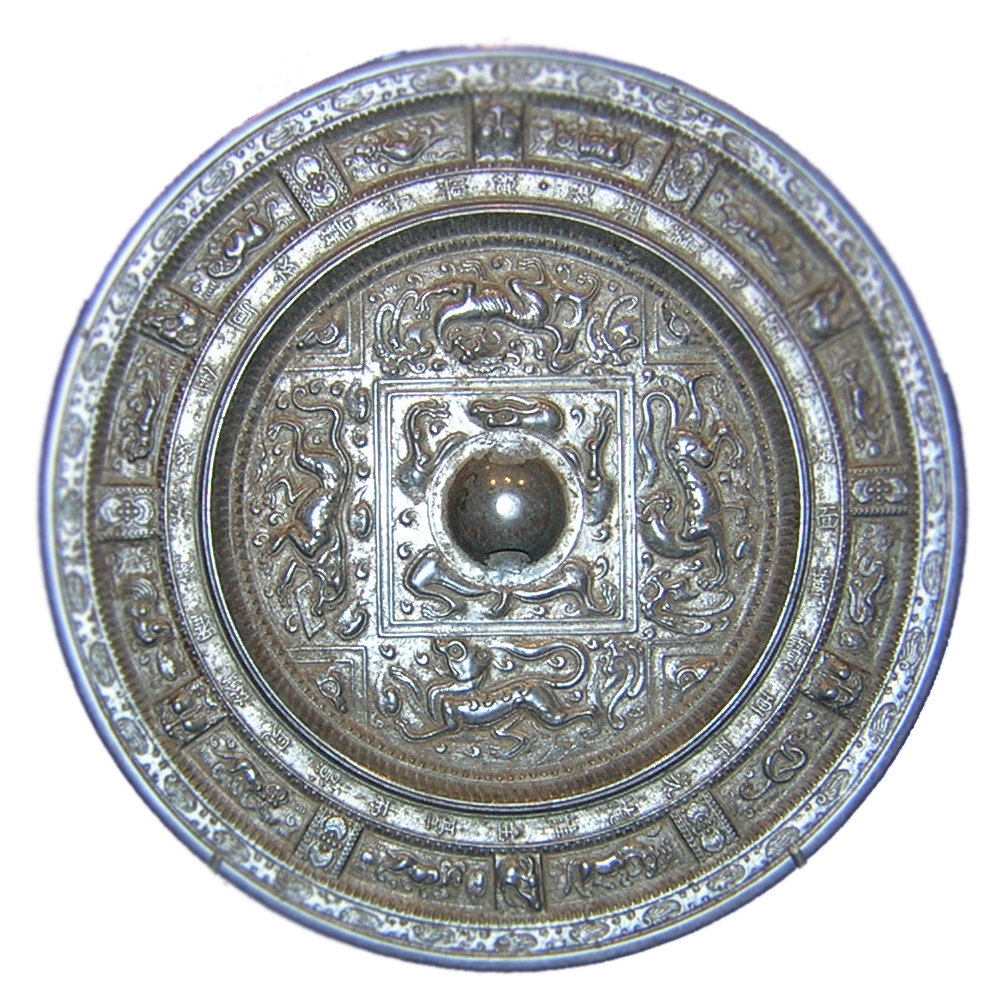
La astrología china está basada en doce ciclos anuales de animales, cada uno asociado con cinco posibles elementos (agua, madera, fuego, metal y tierra). Kishimoto decidió introducir parte de dicha tradición en Naruto, al sentir que posee una gran influencia histórica en Japón.

En agosto de 1997, el dibujante de manga Masashi Kishimoto se encontraba trabajando en un one-shot (historieta de un solo capítulo), titulado Naruto, para la revista Akamaru Jump. Aun cuando atrajo a un número considerable de lectores tras el lanzamiento, Kishimoto reveló que trabajaría en una nueva historieta, Karakuri, que participaría por el Hop Step Award. No obstante, insatisfecho por los malos resultados del proyecto, decidió enfocarse en Naruto. Cuando un entrevistador le preguntó si tenía un mensaje para la audiencia anglófona, Kishimoto respondió:

«A veces siento que Naruto es demasiado japonés, con todo eso de los chakras y sellos, pero cuando ustedes lo lean encontrarán que es divertido.»

La guía del grupo editorial, concretamente la de Kosuke Yahagi, fue significativa para la construcción y el curso de la historia. Como parte de las imposiciones de Shōnen Jump, se desechó la idea inicial de que Naruto fuera un zorro, así como que el Hokage y los profesores fueran personajes antropomórficos. Yahagi sugirió también la inclusión de un rival para el protagonista, lo que dio origen a Sasuke, e introdujo el concepto de que las figuras principales perfeccionaran sus habilidades a través de un examen ninja.
Inicialmente, Kishimoto consideraba la trama como otro manga shōnen con influencias propias del género, así que para diferenciarla decidió crear personajes tan auténticos como fuera posible. La separación de los personajes en diferentes equipos le brindó la oportunidad de asociar a cada grupo con una personalidad específica. Para ello, imaginó primeramente las cualidades de cada personaje con las cuales iría integrando a cada equipo. Al final, solo algunos personajes llegaron a tener una gran cantidad de características, mientras que otros poseen un único talento predominante sobre el resto. Respecto a los villanos, Kishimoto creía que debían tener cierto contrapunto a los valores morales de los protagonistas. Al admitir que siempre ha prestado mucha atención en las actitudes, aspectos que considera fundamentales para la creación de personajes, ha mencionado también que él «no piensa realmente en la forma en que se llevarán a cabo los combates entre ellos». El proceso que sigue para dibujar los personajes consta de cinco pasos: concepto y esbozo, redacción, entintado, sombreado y colorido. Este último consiste en ilustrar la portada del volumen compilatorio semanal de Shōnen Jump. En alguna ocasión se afirmó que el conjunto de herramientas que utiliza para ello tiende a cambiar. Por ejemplo, para ilustrar una de las portadas utilizó un aerógrafo, aunque en futuros dibujos decidió no volver a usarlo con tal de mantener un nivel de «limpieza indispensable».
Kishimoto agregó que, debido a que Naruto ocurre en un «mundo imaginario japonés», tuvo que «poner ciertas reglas a través de un modelo sistemático para poder hacer que la historia progresara fácilmente». Además, aseguró que había introducido a la astrología china, ya que esta tiene una larga influencia en Japón; a la misma se deben los sellos de mano zodiacales. Cuando estaba diseñando el manga, se concentró principalmente en los planos iniciales para la Aldea Oculta de la Hoja, el escenario principal. Tras revelar que dichos diseños fueron creados «espontáneamente», admitió que se inspiró en su hogar, ubicado en la prefectura de Okayama, para crear el paisaje. Sin haber determinado un período específico para la trama, Kishimoto incluyó varios elementos contemporáneos, sobresaliendo las tiendas de conveniencia. Igualmente, excluyó otros objetos tales como las armas de fuego y los vehículos. A manera de referencia, aludió a su investigación sobre la cultura japonesa, material a partir del cual basó todo el trabajo. Ejemplo de lo anterior resulta en la cantidad de etimologías representada por los nombres de los personajes. En cuanto a la tecnología, Kishimoto mencionó que en Naruto jamás incluirá algún dispositivo de proyectiles, aunque tal vez agregaría automóviles, aviones y computadoras de procesamiento lento (de ocho bits). En 2006, declaró que tenía la idea visual del último capítulo de la serie, incluso del texto y de la historia, aunque advirtió que faltaba tiempo para que Naruto finalizara, «dado que todavía había muchas cosas del argumento que necesitaban ser resueltas».

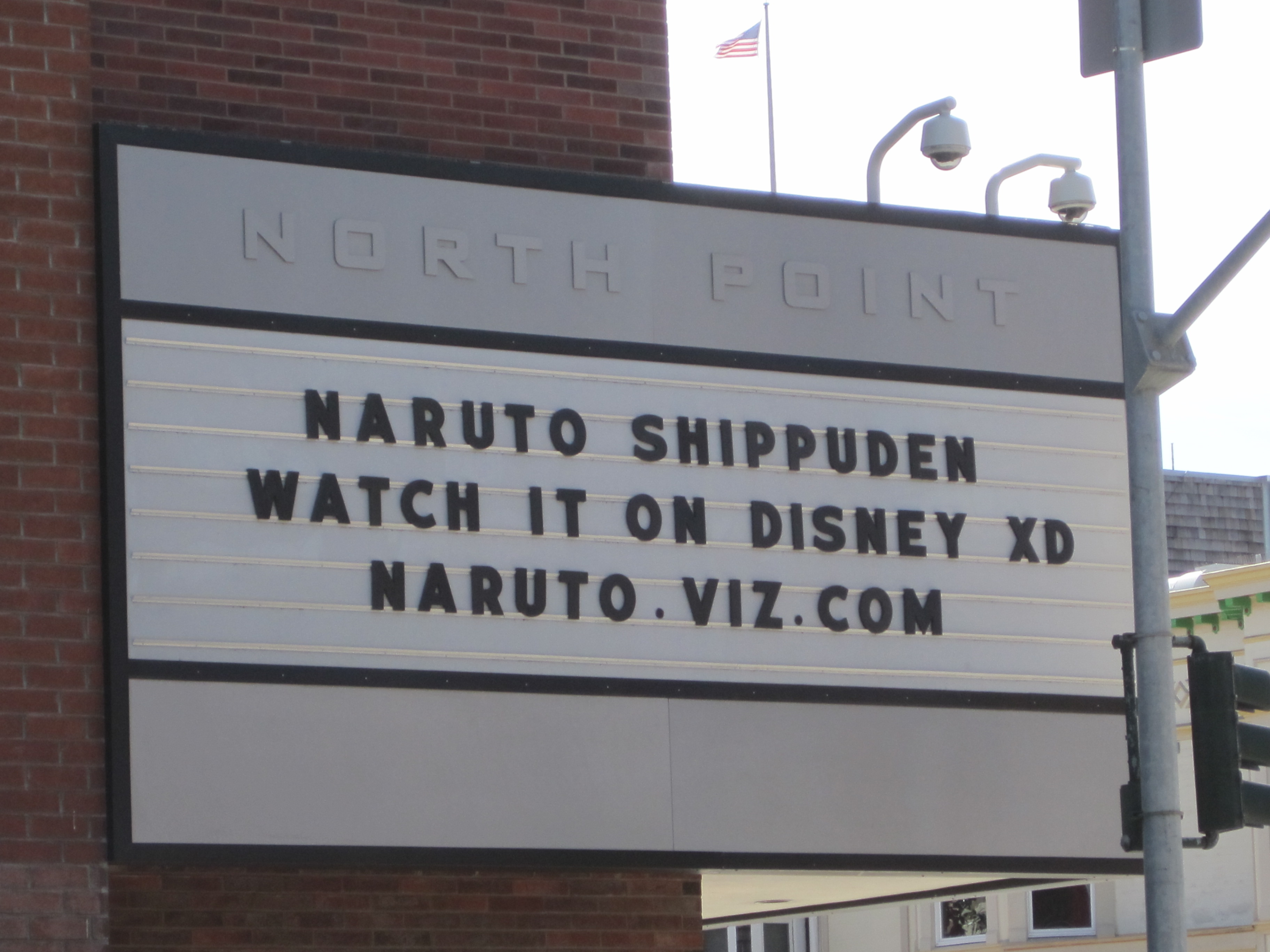
Una carpa para promover la difusión de Naruto Shippuden en Disney XD en la sede VIZ Media en San Francisco, California.

Acerca del principal tema de Naruto en la Parte 1, Kishimoto reveló que este es sobre cómo la gente acepta a los demás, citando la producción de la serie a manera de ejemplo. Debido a que en la primera parte resulta evidente la carencia de elementos románticos en la trama, Kishimoto añadió que en la Parte 2 su objetivo es enfocarse aún más en el romance, aun cuando ha mencionado que le resulta difícil basarse en tramas de este tipo.

### Doblaje al español
El doblaje en español del anime se realiza en dos versiones diferentes (una de ellas en España para dicho país y otra en México para Hispanoamérica). Por medio de la administradora de licencias de VIZ Media, Andrea González, México recibe la licencia de la serie por VIZ MEDIA y España por Panini Comic.
El doblaje en España se realiza en los estudios ABAIRA, radicados en Madrid. El director de doblaje es Juan Antonio Arroyo, quien además presta su voz al personaje de Kakashi Hatake. El doblaje en México es realizado por la compañía Art Sound. El director de doblaje, traductor y encargado de la adaptación del guion es Eduardo Garza, quien además presta su voz al personaje de Gaara. Alexandro Galina está encargado de la coordinación de producción, mientras que la gerente de producción es Lorena Mejía. En cuanto al sonido, el ingeniero de grabación es Antonio Mendiola y Rafael Sánchez es quien se encarga de mezclar la grabación. La versión mexicana de doblaje se emite en toda Hispanoamérica a través de Cartoon Network y en diversos canales locales de cada país.

## Contenido de la obra

### Manga

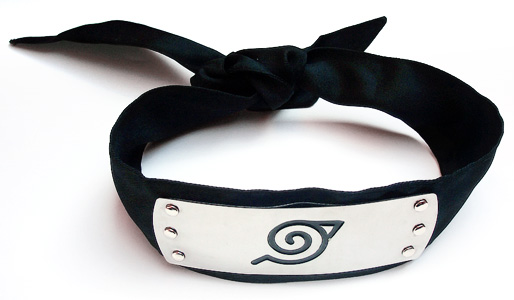
La indumentaria de Naruto Uzumaki está basada en la ropa que usaba Kishimoto cuando era más joven. Debido a que el personaje frecuentemente es relacionado con la espiral, ciertos patrones de líneas curvas fueron introducidos en su vestimenta. El color naranja de sus prendas se debe a que Kishimoto determinó que era el más adecuado para combinarlo con el azul.

El manga Naruto fue publicado por primera vez en 1999 por la editorial japonesa Shūeisha en la edición número 43 de la revista Shōnen Jump, continuando desde entonces su publicación con un nuevo capítulo por semana. Los primeros 483 capítulos se encuentran recopilados en 51 volúmenes; el primero fue lanzado el 3 de marzo de 2000 y el último lo hizo el 30 de abril de 2010. Los primeros 238 relatos son conocidos como la «primera parte» y constituyen el inicio de la cronología de Naruto, mientras que los números 239 a 244 comprenden una serie gaiden enfocada principalmente a la juventud de Kakashi Hatake. Todos los capítulos subsecuentes corresponden a la «segunda parte» que continúa la narración original. Varios de estos volúmenes incluyen anime comics de cada una de las películas de Naruto, publicados también por la misma empresa.
La adaptación inglesa es realizada por VIZ Media, publicándose en la versión estadounidense de la revista Shonen Jump. A fin de compensar la diferencia entre las adaptaciones del manga japonés e inglés, "VIZ Media" anunció la campaña Naruto Nation, en la que puso en circulación tres volúmenes dentro de un período relativo a un mes, a finales de 2007. Cammie Allen, representante de productos de esta, comentó que «Nuestra principal razón [por el calendario acelerado] fue ponernos al día con el calendario de lanzamiento japonés para dar a nuestros lectores una experiencia similar a la de nuestros lectores en Japón». Una campaña similar fue prevista para inicios de 2009, con once volúmenes de la segunda parte. Comenzando con la publicación del volumen 45 en julio de ese año, VIZ Media estaría iniciando la publicación de Naruto sobre una base trimestral. Adicionalmente, el 13 de noviembre de 2007, VIZ Media publicó veintisiete volúmenes en un box set, con lo que abarcó la totalidad de la historia previa a la segunda parte. En dicha edición incluyeron una tirada especial de solamente 103 tomos donde se podía apreciar el logo original de la edición de lanzamiento japonesa, el cual cambiaron en las posteriores ediciones por el logo que incluye la espiral rosada. La adaptación al español es publicada en Argentina por Larp Editores, en España por editorial Glénat España y en México (para la distribución en Hispanoamérica) por la Grupo Editorial Vid. No obstante, para febrero de 2014, la editorial Panini anunció a través de su cuenta oficial de Facebook que se encargaría de la publicación del manga en el país mexicano a partir de marzo del mismo año.
El 6 de octubre de 2014, la editorial Shueisha anunció que el Manga de Naruto será publicado por última vez el 10 de noviembre de 2014, esto tras 15 años de publicarse en la revista semanal Shonen Jump.

### Anime
El anime sigue el argumento introducido en el manga, con solo algunas modificaciones menores como la disminución de la violencia y la extensión de ciertos contenidos que en el manga solo son mencionados. Al igual que los volúmenes compilatorios del manga, la serie anime cuenta con dos partes. La primera con 220 episodios llamado «Naruto» se inició el 3 de octubre de 2002, y la segunda con 500 episodios llamada «Naruto: Shippūden», que comenzó a transmitirse el 15 de febrero de 2007 y finalizó el 23 de marzo de 2017.

#### Naruto
| Staff                | Naruto | Naruto: Shippūden               |
| -------------------- | --- | ------------------------------- |
| Director             | Hayato Date | Hayato Date                     |
| Creador original     | Masashi Kishimoto | Masashi Kishimoto               |
| Composición          | Atsushi Wakabayashi Chiyuki Tanaka Hayato Date Hidehito Ueda Hiroki Kawashima Masahiko Murata Mitsutaka Noshitani Noriyuki Matsutake Rion Kujō Ryo Yasumura Shigenori Kageyama Shinji Satoh Takaaki Ishiyama Toshiya Niidome Toshiyuki Tsuru | Junki Takegami Satoru Nishizono |
| Guion                | Yuka Miyata | Yuka Miyata                     |
| Guion                | Akatsuki Yamatoya Junki Takegami Katsuyuki Sumisawa Kou Hei Mushi Michiko Yokote Satoru Nishizono Shin Yoshida Yasuyuki Suzuki, |                                 |
| Banda sonora         | Toshio Masuda | Yasuharu Takanashi              |
| Diseño de personajes | Hirofumi Suzuki, Tetsuya Nishio | Hirofumi Suzuki, Tetsuya Nishio |

Dirigida por Hayato Date y producida por los estudios Pierrot, junto a TV Tokyo, la adaptación al anime de Naruto se estrenó en Japón el 3 de octubre de 2002. Con un total de 220 episodios, la primera parte finalizó sus transmisiones el 8 de febrero de 2007. Los primeros 136 episodios fueron adaptados a partir de los primeros 27 volúmenes del manga, mientras que el resto (85 episodios) son relatos de relleno que utilizan elementos inéditos que no aparecen en el manga. En Japón, Aniplex es quien distribuye la serie en DVD para la Región 2. Por otra parte, VIZ Media posee la licencia para la distribución en la Región 1.
La adaptación inglesa del anime fue estrenada el 10 de septiembre de 2005, transmitiéndose en el bloque estadounidense Toonami de Cartoon Network. En Canadá, dicha versión es transmitida como parte de Bionix en el canal YTV, mientras que en Reino Unido es a través de Jetix. El 28 de marzo de 2006, la serie fue lanzada en formato DVD por VIZ Media para los países mencionados. Cabe resaltarse que los primeros 26 volúmenes contienen 4 episodios, mientras que el número 27 contiene 5 episodios. Las ediciones incompletas han sido compiladas en box sets, conteniendo cada uno entre 12 y 15 episodios, con alguna variación dependiendo de los hilos argumentales de la trama. En la emisión para América, las referencias al alcohol, la cultura japonesa, insinuaciones sexuales, e incluso la sangre y la muerte, a veces se editan para su emisión, pero se ignoran éstas en las ediciones para DVD. Otra cadena que también ha editado contenido adicional es Jetix, a partir de la edición de algunas escenas sangrientas, así como del idioma original, el tabaco y otras temáticas similares. La serie también ha sido licenciada por los sitios web Hulu y Joost, con la finalidad de transmitir en línea los episodios en japonés con subtítulos en inglés.
El doblaje al español fue emitido en España a partir de septiembre de 2006 a través de Jetix, y en Hispanoamérica desde el 1 de enero de 2007 por medio de Cartoon Network (Se transmitieron solo los primeros 52 episodios y el 29 de junio de 2009 reanudaron los nuevos episodios junto al estreno del segundo OVA). La versión comenzó también a transmitirse en Venezuela por Televen desde el 2 de julio de 2007, en Chile por Chilevisión desde el 9 de julio de 2007, en Ecuador por RedTelesistema desde el 29 de octubre de 2007 y en México por XHGC-TV desde el 30 de junio de 2008. En Hispanoamérica, los episodios del 53 al 104 han sido emitidos en Colombia por Citytv desde el 19 de mayo de 2008 y por última vez los emitieron en 2011-2014 y 2015-2016. Y los episodios 1 y 2 los emitieron el 13 de marzo de 2021 por el Canal 1 los sábados y domingos. En España, la primera parte de la serie fue retransmitida por Cuatro desde noviembre de 2007. Los episodios faltantes comenzaron a emitirse el 3 de marzo de 2008. Desde el 6 de enero de 2009, los episodios que van del 105 al 156 empezaron a emitirse por Animax.

#### Naruto: Shippūden
Naruto: Shippūden (ナルト 疾風伝 Naruto: Crónicas del Huracán?) es la secuela de Naruto, basada en los sucesos relatados en el manga a partir del volumen 28. Fue estrenada el 15 de febrero de 2007 en TV Tokyo; debido a que la serie continúa emitiéndose en Japón, la filipina ABS-CBN (primera cadena en emitir la serie fuera de Japón) ha transmitido solo los primeros cuarenta episodios de esta.
Al igual que ocurrió con Naruto, a principios de 2009 TV Tokyo anunció su interés en transmitir capítulos inéditos por Internet. Cada episodio de streaming está disponible en línea después de una hora de haber sido estrenado en Japón, incluyendo subtítulos en inglés. Durante ese mismo período, VIZ Media confirmó que estrenaría, en lo sucesivo, la serie en Estados Unidos. La serie terminó el 23 de marzo de 2017, con un total de 500 episodios. Los primeros países de Hispanoamérica en recibir la segunda parte de la serie fueron México, Colombia y Chile.

### Banda sonora
La banda sonora de Naruto fue compuesta por Toshio Masuda. La primera compilación, titulada Naruto Original Soundtrack, fue lanzada el 3 de abril de 2003 y contiene 22 melodías introducidas en la primera temporada del anime. El segundo repertorio, Naruto Original Soundtrack II, apareció en el mercado el 18 de marzo de 2004 con un total de 19 temas musicales. Un año después, apareció Naruto Original Soundtrack III cuyo contenido abarca 23 pistas.
Adicionalmente, una serie de dos recopilaciones que contienen a todos los openings y endings de la serie (Naruto: Best Hit Collection y Naruto: Best Hit Collection II) fueron lanzados el 17 de noviembre de 2004 y el 2 de agosto de 2006, respectivamente. De la musicalización completa, ocho temas fueron seleccionados para su lanzamiento en formato CD bajo el nombre Naruto in Rock -The Very Best Hit Collection Instrumental Version-. El anterior fue lanzado el 19 de diciembre de 2007. Además, cada una de las tres películas de la primera serie anime tiene una banda sonora que fue lanzada de forma simultánea al estreno de su correspondiente. Existe también una serie de CD dramas que contienen la voz original de los actores que representan a los personajes de Naruto.

En cuanto a Naruto: Shippūden, el repertorio musical fue compuesto por Yasuharu Takanashi. La primera recopilación (Naruto Shippūden Original Soundtrack) fue lanzada el 9 de diciembre de 2007, mientras que el siguiente conjunto, Naruto All Stars, tendría como fecha de lanzamiento el 23 de julio de 2008. Esta última consta de diez canciones originales de Naruto, las cuales fueron cantadas por los personajes de la serie. Al igual que su predecesora, las dos películas de esta continuación también tienen sus propias bandas sonoras. Así, la primera de ellas tuvo su debut el 1 de agosto de 2007 y la segunda el 30 de julio de 2008.[actualizar]

### Animaciones originales

#### Naruto
En Naruto, hay un total de seis animaciones originales en video (conocidas como OVA en el género) y una animación especial (incluida en una de las películas). Las dos primeras OVA, «Naruto: En busca del trébol carmesí de 4 hojas ninja hinata » y «Naruto: Misión: ¡Proteger la Aldea de la Cascada!», se emitieron en las Shōnen Jump Jump Festa 2003 y Jump Festa 2004, respectivamente, para después ser lanzadas en formato DVD. La traducción al inglés de la segunda OVA fue lanzada por VIZ Media el 22 de mayo de 2007. La tercera OVA, «Naruto: ¡Torneo de Combates Mixtos!», fue lanzada a manera de material adicional de la edición japonesa del videojuego Naruto: Ultimate Ninja 3, en formato de videoclip para la videoconsola PlayStation 2. El cuarto OVA, «Naruto: ¡El festival deportivo de Konoha!», es un cortometraje introducido originalmente en la primera película de Naruto. Hay también una animación especial incluida en el séptimo DVD de Naruto: Shippūden, la cual está basada en el segundo ending de la serie, esta fue nombrada «¡Huracán! Crónicas de la academia de Konoha». La quinta OVA, «Naruto: Caminos cruzados», fue estrenada en el Jump Anime Tour 2009, la animación está centrada en el personaje de Sasuke Uchiha, durante el tiempo que estuvo en el Equipo 7. El sexto OVA llamado «Naruto: Crónicas de brisa suave la pelicula: ¡¡Naruto, el genio y los tres deseos Datebayo!!» fue presentada en cines en el 2010 junto con la película Naruto Shippūden 4: La torre perdida.[cita requerida]

#### Naruto Shippuden
En Naruto Shippuden, hay un total del cinco animaciones originales en video. El primer OVA fue llamado Naruto x UT con el sentido de promocionar las camisas originales del anime. El segundo OVA fue llamado Naruto: ¡Ardiente Examen Chunin! ¡Naruto vs Konohamaru! con el enfrentamiento de Naruto y Konohamaru por el título de ninja nivel chunin. El tercer OVA fue llamado Naruto Shippuden Especial: Madara vs. Hashirama. El cuarto OVA, llamado Naruto Shippuden: ¡Batalla del lado soleado!, muestra una animación hecha a partir de gráficos 3D con un Sasuke y un Itachi en familia. El quinto OVA, llamado El día en que Naruto se convirtió en Hokage, toma lugar dos años después de la finalización del manga.[cita requerida]

### Películas
La serie ha dado lugar a seis películas: las tres primeras están situadas en la serie anime original y las restantes aluden a Naruto: Shippūden.
El 3 de octubre de 2008, Sony lanzó un box set de DVD conteniendo a las tres primeras películas. La primera, «Naruto la película: ¡El rescate de la princesa de la nieve!», fue estrenada el 21 de agosto de 2004 en Japón. Su versión en DVD fue lanzada el 28 de abril de 2005. La historia cuenta la misión del Equipo 7 al ser enviado hacía el País de la Nieve, con el objetivo de proteger a unos actores durante el rodaje de la nueva película de la princesa Fuun, a quien Naruto volvió su fan. Como característica adicional, dicha película fue acompañada por la animación «El festival deportivo de Konoha». En Estados Unidos, la misma sería estrenada hasta el 6 de septiembre de 2007.
La siguiente («Naruto la película 2: Las ruinas ilusorias en lo profundo de la tierra») fue estrenada en su país de origen el 6 de agosto de 2005; su argumento se centra en Naruto, Shikamaru y Sakura durante una misión ninja en medio de una guerra en la que están involucrados algunos miembros de la «Aldea Oculta de la Arena» y un gran número de guerreros. A diferencia de su predecesora, esta no fue estrenada en cines de Estados Unidos, sino que fue lanzada en formato de vídeo. A mediados de julio fue transmitida en Cartoon Network, siendo lanzada un par de meses después en DVD.
La tercera película, con el nombre de «Naruto la película 3: La gran excitación! Pánico animal en la isla de la Luna» y estrenada el 5 de agosto de 2006, trata sobre cómo Naruto, Sakura, Lee y Kakashi son asignados para proteger al futuro príncipe del País de la Luna, Hikaru Tsuki. La traducción inglesa de la película fue estrenada en Cartoon Network, siendo lanzada en DVD el 11 de noviembre de 2008.
La primera película de la secuela Naruto Shippūden, «Naruto Shippūden: La película», fue lanzada el 4 de agosto de 2007 y trata sobre una misión ninja donde Naruto tiene la tarea de proteger a la sacerdotisa Shion, quien comienza tener visiones de su muerte.
Finalmente, «Naruto Shippūden 2: Kizuna», tuvo su debut el 2 de agosto de 2008; su trama describe el ataque del País del cielo a la Aldea Oculta de la Hoja. Para detener ataques futuros, Sasuke y Naruto vuelven a colaborar conjuntamente.
En 2009, la página web del décimo aniversario de Naruto anunció oficialmente una tercera película que llevará el título de «Naruto Shippūden 3: Los Herederos de la Voluntad de Fuego» (劇場版NARUTO−ナルト− 疾風伝 Gekijōban Naruto Shippūden 3 Hi no Ishi no Tsugomono?), estrenada en Japón el 1 de agosto de 2009.
Para conmemorar el decimoquinto aniversario de la saga, se estrenó en Japón el 6 de diciembre de 2014 la séptima película de Naruto Shippuden llamada: The Last: Naruto the Movie. La historia está situada entre el penúltimo y el último capítulo del manga, siendo una de las primeras películas que forma parte oficial de la historia original del manga.
Una película llamada Boruto -Naruto the Movie- fue estrenada en Japón el 7 de agosto de 2015. Dicha película continúa con la historia del manga. Los personajes principales, Boruto Uzumaki y Sarada Uchiha, fueron interpretados por Yūko Sanpei y Kokoro Kikuchi, respectivamente.

### Novelas
Existen dos novelas ligeras de Naruto, mismas que fueron escritas por Kusakabe Masatoshi así como publicadas por Shūeisha y VIZ Media, en Japón y los Estados Unidos, respectivamente. La primera de las novelas, «Niño de blanco, demonio del viento de la sangre», se basa en la primera saga de la serie y fue lanzado el 16 de diciembre de 2002 en Japón y el 21 de noviembre de 2006 en Norteamérica. La segunda novela, «Batalla en la cascada oculta: ¡Yo soy el héroe!», está basada en la segunda OVA del anime y se publicó el 15 de diciembre de 2003 en Japón, llegando a Estados Unidos el 16 de octubre de 2007. VIZ Media ha empezado a publicar nuevas novelas llamadas Libros de Capítulos, redactadas por Tracey West. Dichas obras contarán con ilustraciones del manga, pero a diferencia de este, las novelas estarán dirigidas a niños de entre 7 y 10 años. Las dos primeras novelas de dicha serie fueron publicadas el 7 de octubre de 2008; una quinta se anunció para el 2009. También se han escrito novelas basadas en las películas de la serie.[actualizar]

### Secuela
Boruto: Naruto Next Generations (BORUTO-ボルト NARUTO NEXT GENERATIONS?) Es la continuación de la historia, narra las aventuras y formación de Boruto Uzumaki, hijo de Naruto Uzumaki y Hinata Hyūga así como de sus demás amigos como miembros de la nueva generación de ninjas en la academia de la Aldea Oculta de la Hoja cuyo séptimo Hokage es Naruto.
Escrito por Ukyō Kodachi e ilustrado por Mikio Ikemoto, Boruto: Naruto Next Generations fue publicado por primera vez el 9 de mayo de 2016 por la editorial japonesa Shueisha en la vigésimo tercera edición de la revista de manga Shōnen Jump continuando con la publicación de un nuevo capítulo cada mes.
La obra se encuentra bajo la supervisión del creador original de la serie, Masashi Kishimoto.
El 17 de diciembre de 2016, en el estand de Naruto y Boruto durante el festival de Jump Festa, fue anunciado que la serie de manga iniciaría un proyecto de ánime, confirmándose posteriormente como una adaptación del manga que presentará una historia original. Es supervisada por el creador de la serie Masashi Kishimoto, así como también por Ukyō Kodachi, su escritor; codirigida por Noriyuki Abe y Hiroyuki Yamashita, con Makoto Uezu como compositor de la serie, la animación producida por Pierrot, diseño de personajes por Tetsuya Nishio y Hirofumi Suzuki, la música co-compuesta por Takanashi Yasuharu y -yaiba-.
Fue estrenada a través de TV Tokyo el 5 de abril de 2017. y desde entonces, ha sido emitida cada miércoles en Japón. Viz Media ha adquirido los derechos de emisión en Norteamérica.

### Videojuegos
Los videojuegos de Naruto han aparecido en las varias consolas de Nintendo, de Sony, e incluso de Bandai. El primer videojuego de Naruto era Naruto: Clash of Ninja, que fue lanzado en Japón el 19 de diciembre de 2002 para Nintendo GameCube. La mayoría de los videojuegos de Naruto se han lanzado solamente en Japón. Debido a esto, muchos fanes fuera de Japón importan los juegos. Hasta el 17 de noviembre de 2005, Naruto: Gekitou Ninja Taisen y Naruto: Saikyou Ninja Daikesshu no fueron lanzados en Norteamérica bajo los títulos de f Naruto: Clash of Ninja y Naruto: Ninja Council que eran los únicos juegos de Naruto oficiales fuera de Japón. Estos juegos ofrecieron las voces de la versión doblada inglesa del anime. Existe también un videojuego lanzado para Xbox 360, Naruto: Rise of a Ninja y una versión semejante aunque con características totalmente diferentes para PlayStation 3, la cual fue desarrollada por CyberConnect2 y Namco. Este último era conocido originalmente como «Naruto: PS3 Project», pero finalmente recibiría el título de Naruto: Ultimate Ninja Storm. También es un personaje jugable del crossover de Shōnen Jump llamado J-Stars Victory Vs.

### Juego de cartas
El juego de cartas coleccionables de Naruto (ナルト- カードゲーム Naruto Kādo Gēmu?) fue producido por Bandai y se introdujo por primera vez en Japón en febrero de 2003. Bandai comenzó a lanzar el juego en inglés en Norteamérica en abril de 2006.
El juego se desarrolla entre dos participantes, quienes requieren un mazo personalizado de 50 cartas, un tablero de juego, algún elemento que funcione como «marcador de turnos» y una «hoja moneda para ninjas», que se utilizan principalmente para tomar decisiones. En cada turno, ambos jugadores pueden utilizar sus tarjetas para realizar diversas acciones, como la alteración de la tarjeta de estadísticas y habilidades o medir el nivel de desempeño de las distintas misiones y tareas. El jugador también puede realizar ataques en contra de su oponente. Para ganar, el jugador debe ganar diez «batallas recompensa» a través de sus acciones en el juego, o que hacer que el otro jugador agote a su ruta de escape.
Las tarjetas se emiten por nombre y en conjunto son llamadas «series», con formas diferentes, que a la vez integran el mazo fijo. Cada juego incluye una baraja de inicio, el tablero de juego, un contador de cambio, y una «hoja moneda para ninjas». Las tarjetas adicionales están disponibles en los 10 diferentes juegos de cartas. Además, las cartas para cada serie también están disponibles en latas de colección, que contienen varios paquetes de colección y una promoción exclusiva de tarjetas dentro de una caja metalizada. En octubre de 2006, un total de 17 nuevas series fueron lanzadas en Japón, número que abarca a 417 cartas únicas. Dos años después, diez de estas series fueron lanzadas igualmente en Norteamérica.

### Artbooks y guías
Como parte de la franquicia, también hay libros suplementarios de Naruto, tales como un artbook denominado como el «Arte de Naruto: Uzumaki», el cual contiene la ilustración del manga de la primera parte. Dicha obra fue lanzada tanto en Japón como en Estados Unidos. La segunda parte del manga fue retomada por dos artbooks, con los nombres de «Paint　Jump/Arte　de　Naruto» e «Ilustraciones de Naruto», lanzados por Shūeisha el 4 de abril de 2008 y el 3 de julio de 2009, respectivamente. Una serie de databooks para la primera parte, titulados Hiden: Rin no Sho - Kyarakutā ofisharu dēta book (秘伝・臨の書キャラクターオフィシャルデータBOOK Volumen 1 «Secreto: Escrito de la confrontación Data book oficial de personajes»?) y Hiden: Tō no Sho - Kyarakutā ofisharu dēta book (秘伝・闘の書キャラクターオフィシャルデータBOOK Volumen 2 «Secreto: Escrito de la pelea Data book oficial de personajes»?), fueron lanzados solamente en Japón. El tercer databook, Hiden: Sha no Sho - Kyarakutā ofisharu dēta book (秘伝・者の書 ― キャラクターオフィシャルデータBOOK Volumen 3 «Secreto: Escrito de las personas Data book oficial de personajes»?), fue lanzado el 4 de septiembre de 2008, y adaptó la segunda parte del manga. Estos libros contienen los perfiles del personaje, las guías de jutsus y los bocetos creados por Kishimoto. Para el anime, una serie de libros guía (llamados Animation book) también fueron lanzados; estos contienen información acerca de la producción de los episodios del anime junto a una explicación de los diseños de los personajes.
El 4 de octubre de 2002 fue lanzado un fanbook titulado Libro de secreto militar: Fanbook Oficial (秘伝・兵の書 ― オフィシャルファンBOOK Hiden: Hei no Sho - Ofisharu fan book?). VIZ Media lo publicó en Norteamérica el 19 de febrero de 2008 con el nombre de Naruto: The Official Fanbook. El 4 de diciembre de 2009 fue lanzado en conmemoración del décimo aniversario de la publicación semanal de Naruto en la revista Shōnen Jump, titulado Naruto - Premium Fan Book - Todos los secretos (NARUTO秘伝・皆の書―オフィシャルプレミアムファンBOOK Naruto - Premium fan book - Kai no Sho?), es el segundo fanbook dedicado a la obra, el cual contiene un omake dedicado a Jiraiya y Naruto, el one-shot debut de Kishimoto: «Karakuri», una conversación entre Yoshihiro Togashi (Hunter × Hunter y Yū Yū Hakusho) y él; además de ilustraciones de Akira Toriyama creador de Dragon Ball), Eiichirō Oda creador de One Piece), Tite Kubo creador de Bleach), Takeshi Obata creador de Death Note), y otros 40 autores representando a Naruto Uzumaki a su estilo.

## Recepción

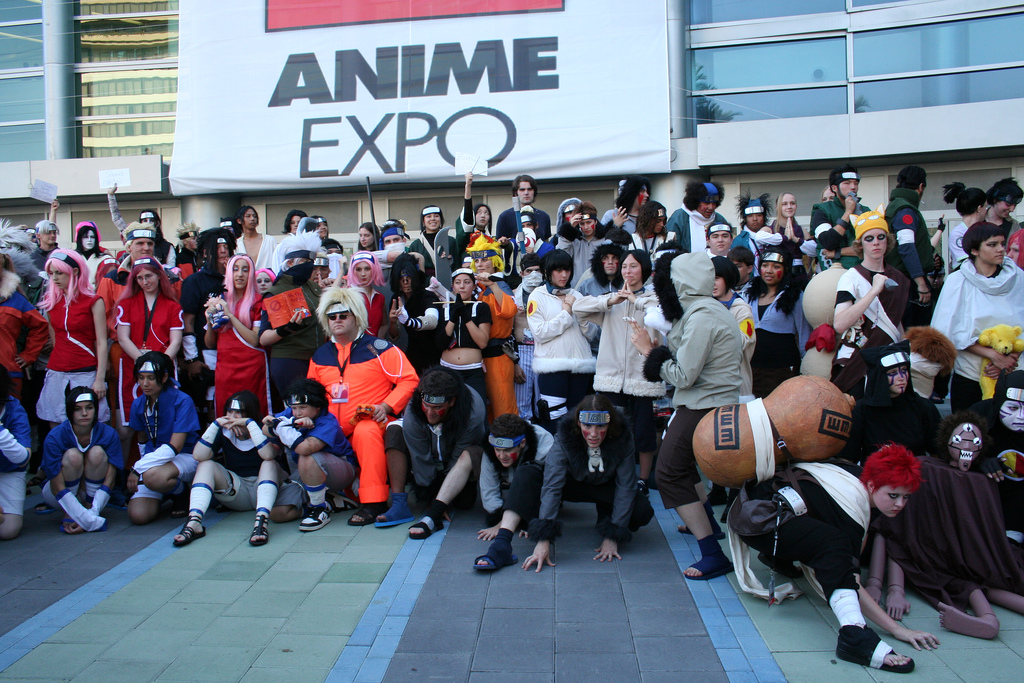
Cosplay de Naruto en Anime Expo 2006.

En términos generales, Naruto ha tenido una buena recepción comercial tanto en Japón como en el resto del mundo. A partir del volumen 36 ha vendido más de 71 millones de copias en su país de origen. Durante el año 2008 se vendió una cifra cercana a dos millones de ejemplares del volumen 43, por lo cual es considerado como una de las diez historietas más vendidas en el mismo territorio. Aunque los volúmenes 41, 42 y 44 también estuvieron dentro de los 20 principales, cada uno de ellos vendió menos ejemplares que el anteriormente mencionado. En total, el manga ha vendido 4 261 054 copias en Japón durante el año 2008, convirtiéndose en la segunda serie más vendida, así como en una de las más exitosas de VIZ Media, representando casi el 10 % del total de las ventas producidas en la industria durante el año 2006. El séptimo volumen, lanzado por VIZ Media, se convirtió en el primer volumen de manga en ganar un Premio Quill después de haberse reivindicado el premio a la «Mejor novela gráfica» del año 2006. El manga también figuró en la lista de las obras más leídas de USA Today (destacando el volumen 11), hasta que fue superado por el volumen 28 que logró la decimoséptima posición en su primera semana de lanzamiento, en marzo de 2008. El tomo 28 tuvo el mejor debut comercial durante su primera semana, siendo también el volumen más vendido en 2008. Durante su emisión, el volumen 29 clasificó con el puesto #57, mientras que el volumen 28 bajó hasta el lugar #139. En abril de 2007, el volumen 14 fue reconocido como el «Manga Rústico para Comercio del Año», otorgado por Diamond Comic Distributors a VIZ Media. A partir de 2008, la serie gráfica se convirtió en el principal manga de Estados Unidos, con 31 volúmenes publicados hasta ese período, mientras que la palabra «Naruto» fue uno de los diez términos más buscados en la comunidad de Yahoo! durante 2007 y 2008.

Símbolo de la Aldea Oculta de la Hoja, uno de los principales escenarios de Naruto y hogar de los protagonistas. Su líder ostenta el título de Hokage, puesto asignado al mejor ninja. Geográficamente, la aldea está totalmente amurallada y en su centro se encuentra una gran montaña en cuya ladera fueron talladas las caras de todos los Hokages.

A pesar de su paso por el mercado internacional, Naruto ha obtenido críticas divididas de parte de varios expertos en la industria. Por ejemplo, para AE Sparrow, del sitio IGN, algunos volúmenes del manga se centran solo en ciertos personajes. Este factor puede ser el ocasionante de que su audiencia crezca considerablemente tras el lanzamiento de un nuevo volumen. Además, felicitó la forma en que Kishimoto combina las escenas de combates con la comedia esporádica y el arte visual. No obstante, la revista Neo describió a Naruto como un personaje «irritante», atribuyéndole una «enfermiza adicción». A su vez, Carl Kimlinger de Anime News Network elogió el diseño de los personajes, ya que cada uno logra proyectar correctamente sus emociones individuales. Sin embargo, señaló que todas las personalidades son «tontísimas». Tras manifestar su agrado respecto a cómo demuestran «la maldición con frescura» durante las escenas de combate, Kimlinger mencionó igualmente que en algunos volúmenes hay tantas peleas que imposibilitan el adecuado desarrollo de la historia.
En cuanto a la segunda parte, el inicio de la misma fue elogiado durante una evaluación hecha por Casey Brienza, quien observó el progreso de los personajes en su apariencia y en sus habilidades. También alabó el equilibrio entre la trama y las escenas de acción, lo cual resulta en «el disfrute de los lectores», para finalmente añadir que «no todos los volúmenes tienen siempre la misma calidad». Briana Lawrence de Mania Entertainment agregó que «la continuación del manga se siente un tanto más adulta, ya que varios personajes crecieron. Pero todavía hay suficientes escenas cómicas en la serie». A manera de crítica negativa, las traducciones hechas por VIZ Media fueron descritas como «inconscientes» debido a la mala traducción de algunos términos japoneses al inglés, mientras que otras palabras simplemente se dejaron intactas. En la última encuesta de los 100 mejores animes efectuado por TV Asahi, Naruto clasificó en el puesto número 17, catalogado frecuentemente como una de los animes más vistos en Japón. Asimismo, ganó el premio a «Mejor programa animado de larga duración» en los Premios Third UStv, celebrados en la Universidad de Santo Tomás radicada en Manila, Filipinas. A partir de su comercialización, la primera de las recopilaciones en DVD (que contiene trece episodios) fue nominada en los American Anime Awards por «mejor diseño de empaque». Igualmente, la franquicia clasificó como una de las tres más exitosas a nivel comercial de 2008.

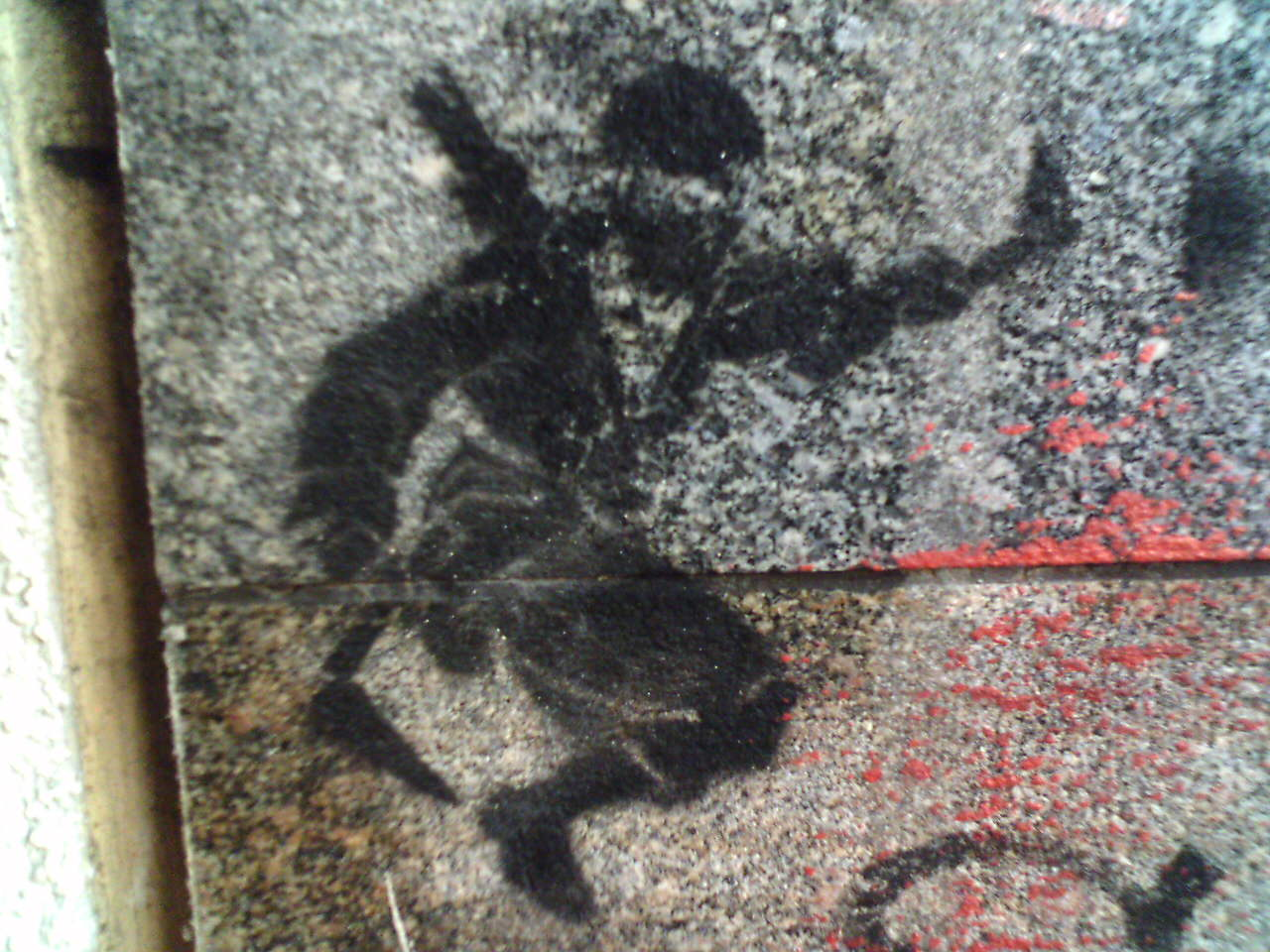
Naruto ha sido criticado en varias ocasiones por su violencia. Algunos consideran que las escenas de combate entre los personajes son uno de los elementos más importantes, pues «aluden a los orígenes del manga». Incluso, han sido catalogados como emocionantes. Con tal de suavizar el contenido, VIZ Media ha optado por censurar varias secuencias, lo cual le ha llevado a ser duramente criticada por los seguidores de la franquicia.

En algunas encuestas, varios entrevistados señalaron que el objetivo principal de la serie son los combates, puesto que consideran que las escenas de lucha aluden a los orígenes de Naruto. Aun cuando la musicalización introducida en cada combate obtuvo evaluaciones positivas, los encuestados manifestaron que, a veces, era molesta pues hacía que los diálogos entre los personajes resultaran inaudibles. En este mismo ámbito, Active Anime elogió a los distintos combates, catalogando a gran parte de éstos como emocionantes, pues «los personajes tienen razones muy importantes para ganar». Igualmente, calificó como un elemento imprescindible a la comedia producida dentro de las mismas escenas. Contrariamente, evaluó negativamente la promoción inherente de la violencia, señalando que con ello rompe los «conceptos estereotipados shōnen». Al igual que los combates, la banda sonora fue elogiada por jugar un rol importante en el contexto de cada escena. Christina Carpenter, de T.H.E.M. Anime, dijo que considera a los personajes de la serie como «simpáticos», considerando a Kishimoto como «un artista promedio». Sin embargo, y haciendo uso de un tono burlesco, criticó el pobre estilo artístico en la transición del manga a la serie animada. A pesar de ello, el segundo revisor de T.H.E.M. Anime, Derrick L. Tucker, admitió que cuando los animadores estaban en su mejor momento, produjeron «representaciones artísticas que dejan más que satisfechos a los aficionados del manga». Asimismo, añadió que mientras los personajes combatían, Naruto se tornaba entretenido, pero como consecuencia la trama se estancaba durante un tiempo indefinido. Su conclusión refirió a la animación como «una mezcla».
Respecto a otros elementos derivados de ambas series, algunos críticos definieron a la segunda OVA como un «tiro de gracia» para los primeros episodios de la serie Naruto. El crítico de Anime News Network la catalogó como «mala». Por su parte, Todd Douglass Jr. de DVDtalk.com comentó que la OVA era buena, «pero todavía carece de la profundidad que la historia de la serie ofrece». Debido a que el formato original del anime está dirigido específicamente al público adolescente, y ante la introducción de varias escenas con un alto nivel de violencia, VIZ Media se ha dado a la tarea de editar y censurar varios segmentos con el fin de «suavizar su contenido y difundirlo a audiencias de todas las edades»; como consecuencia, la compañía estadounidense ha sido duramente criticada.